# Silvicultrix
A Silvicultrix a madarak (Aves) osztályának verébalakúak (Passeriformes) rendjébe és a királygébicsfélék (Tyrannidae) családjába tartozó nem.
Besorolásuk vitatott, egyes rendszerezők az Ochthoeca nembe sorolják ezeket a fajokat is.

## Rendszerezés
A nembe az alábbi 4 faj tartozik:
- Silvicultrix diadema vagy Ochthoeca diadema
- Silvicultrix frontalis vagy Ochthoeca frontalis
- Silvicultrix jelskii vagy Ochthoeca jelskii
- Silvicultrix pulchella vagy Ochthoeca pulchella